# 奧赫里米夫卡 (丘胡伊夫區)
50°20′10″N 37°12′27″E / 50.33611°N 37.20750°E
奧赫里米夫卡（烏克蘭語：Охрімівка）是位於烏克蘭東部的村莊，由哈爾科夫州丘胡伊夫区的沃夫昌斯克市鎮負責管轄。該村處於沃夫恰河畔，始建於1674年，面積0.65平方公里，海拔高度114米，2024年人口10。